# Cantó de Carmauç Nord
El cantó de Carmauç Nord és un cantó francès del departament del Tarn, situat al districte d'Albi. Té 3 municipis i el cap cantonal és Carmauç.

## Municipis
- Carmauç
- Rosièiras
- Sant Benesech de Carmauç

## Història
| Data d'elecció                           | Identitat         | Partit | Qualitat |
| ---------------------------------------- | ----------------- | ------ | -------- |
| 1982-2001                                | Jacques Goulesque | PS     |          |
| 2001-                                    | Serge Entraygues  | PCF    |          |
| les dades anteriors no són pas conegudes |                   |        |          |
|                                          |                   |        |          |

## Demografia
| 1962 | 1968 | 1975 | 1982 | 1990 | 1999 | 2006  |
| ---- | ---- | ---- | ---- | ---- | ---- | ----- |
|      |      |      |      |      |      | 9.083 |